# Championnat du monde de Formule 1 1985
Navigation
1984 1986
Le championnat du monde de Formule 1 1985 est remporté par le Français Alain Prost sur une McLaren-TAG. McLaren remporte le championnat du monde des constructeurs.
Alain Prost prend d'entrée la tête du championnat en remportant le Grand Prix du Brésil au volant de sa McLaren MP4/2B à moteur TAG-Porsche. Elio de Angelis, sur Lotus, lui succède puis cède la place à Michele Alboreto, très en forme jusqu'à l'été avec sa Ferrari 156-85, au sein d'une écurie où René Arnoux a été limogé après la première course et remplacé par Stefan Johansson. 
Prost fait preuve de régularité en montant onze fois sur le podium. Il reprend la tête du classement après sa victoire au Grand Prix d'Autriche et sa deuxième place derrière son coéquipier Niki Lauda (dont c'est la vingt-cinquième et dernière victoire) au Grand Prix des Pays Bas, puis prend progressivement le large. Avec cinq victoires, il devient le premier champion du monde français de la discipline, dès le Grand Prix d'Europe à Brands Hatch, quatorzième des seize courses de la saison qu'il achève à la quatrième place. Prost est sacré avec vingt points d'avance sur Alboreto. McLaren conserve son titre des constructeurs, le troisième depuis 1974. 
Cette saison, deux pilotes obtiennent leurs premières victoires. Le Brésilien Ayrton Senna qui, au volant de sa Lotus sous la pluie d'Estoril relègue Alboreto à plus d'une minute et le reste du plateau à un tour. Il réalise également ses sept premières pole positions et obtient un second succès à Spa-Francorchamps. Le Britannique Nigel Mansell, à bord d'une Williams-Honda, remporte coup sur coup, à Brands Hatch et à Kyalami, ses premiers succès tandis que Niki Lauda met un terme définitif à sa carrière.

## Repères

### Pilotes
Débuts en tant que pilote-titulaire :
- Allen Berg chez Spirit Racing pour le Grand Prix du Canada.
- Christian Danner chez Zakspeed pour les Grands Prix de Belgique et d'Europe.
- Ivan Capelli remplace Stefan Bellof, décédé, chez Tyrrell Racing pour les Grands Prix d'Europe et d'Australie.

 Transferts :
- Stefan Johansson quitte Toleman pour Tyrrell Racing.
- Nigel Mansell quitte Team Lotus pour Williams F1 Team.
- François Hesnault quitte Ligier pour Brabham Racing Organisation.
- Manfred Winkelhock quitte Brabham pour RAM Racing.
- Ayrton Senna quitte Toleman pour Team Lotus.
- Gerhard Berger quitte ATS pour Arrows.
- Jacques Laffite quitte Williams pour Ligier.

 Retraits :
- Corrado Fabi (12 GP en 1983 et 1984).
- Mike Thackwell (2 GP en 1980 et 1984).
- Johnny Cecotto (18 GP et 1 point entre 1982 et 1984).
- Jo Gartner (8 GP en 1983 et 1984).

 Retours :
- Martin Brundle (2 non-qualifications en 1984) chez Tyrrell Racing après la disqualification de son équipe l'an dernier.
- Pierluigi Martini (1 non-qualification en 1984) chez Scuderia Minardi.

 Transferts en cours de saison : 
- Piercarlo Ghinzani quitte Osella pour Toleman à partir du Grand Prix d'Allemagne.
- Stefan Johansson quitte Tyrrell Racing pour Ferrari à partir du Grand Prix du Portugal en remplacement de René Arnoux, limogé.
- Philippe Streiff remplace Ivan Capelli chez Tyrrell Racing pour le Grand Prix d'Afrique du Sud après que son écurie Ligier ait refusé de se rendre à Kyalami. Il retourne dans son ancienne équipe pour le Grand Prix final.

 Retours en cours de saison : 
- Alan Jones (champion du monde 1980, 97 GP, 12 victoires, 6 pole positions, 24 podiums et 202 points entre 1975 et 1983), chez Lola à partir du Grand Prix d'Italie.
- John Watson (151 GP, 5 victoires, 2 pole positions, 7 podiums et 169 points entre 1973 et 1983), chez McLaren pour le Grand Prix d'Europe en remplacement de Niki Lauda, blessé.
- Stefan Bellof (1 non-qualification en 1984) chez Tyrrell Racing à partir du Grand Prix du Portugal, après son forfait du Brésil.
- Marc Surer (64 GP, 1 meilleur tour et 12 points entre 1979 et 1984), chez Brabham Racing Organisation à partir du Grand Prix du Canada à la place de François Hesnault, limogé.
- Kenny Acheson (1 GP en 1983), chez RAM Racing à partir du Grand Prix d'Autriche à la place de Manfred Winkelhock, décédé.
- François Hesnault (18 GP en 1984 et 1985), chez Renault. Après son limogeage de chez Brabham, il roule au Grand Prix d'Allemagne au volant d'une Renault équipée d'un prototype d'une caméra embarquée.
- Huub Rothengatter (7 GP en 1984), chez Osella à partir du Grand Prix d'Allemagne, en remplacement de Piercarlo Ghinzani parti chez Toleman.
- Jonathan Palmer (15 GP en 1983 et 1984), chez Zakspeed à partir du Grand Prix du Portugal.

### Écuries
- L'écurie Scuderia Minardi accède au championnat.
- Les écuries Zakspeed et Team Haas Lola font leur apparition au championnat, respectivement à partir du GP du Portugal et du GP d'Italie.
- L'écurie Auto Technisches Spezialzubehör (ATS) disparaît du championnat.
- À la suite d'un différend avec Goodyear, l'écurie Toleman ne participe au championnat qu'à partir du GP de Monaco.
- Fournitures de moteurs Renault pour l'écurie Tyrrell Racing à partir du GP de France.
- Fournitures de moteurs Motori Moderni pour l'écurie Minardi à partir du GP de Saint-Marin, en remplacement des moteurs Ford.
- Fournitures de moteurs Zakspeed pour l'écurie Zakspeed.
- Fournitures de moteurs Hart pour l'écurie Haas Lola.

### Circuits
- Le Grand Prix de Dallas disparait du championnat.
- Le Grand Prix d'Australie fait son apparition.
- Le Grand Prix de France se déroula au Castellet et non à Dijon-Prenois.
- Le Grand Prix de Grande-Bretagne se déroula à Silverstone et non à Brands Hatch.
- Le Grand Prix d'Allemagne se déroula au Nürburgring et non à Hockenheim.
- Le Grand Prix de Belgique se déroula à Spa-Francorchamps et non à Zolder.
- Le Grand Prix d'Europe se déroula à Brands Hatch et non au Nürburgring.

## Règlement sportif
- L'attribution des points s'effectue selon le barème 9, 6, 4, 3, 2, 1.
- Seuls les 11 meilleurs résultats sont retenus.

## Règlement technique
- Moteurs atmosphériques : 3 000 cm³
- Moteurs suralimentés : 1 500 cm³

## Engagés
| Écurie                         | Constructeur | Châssis   | Moteur                    | Pneus | no   | Pilotes            |
| ------------------------------ | ------------ | --------- | ------------------------- | ----- | ---- | ------------------ |
| Marlboro McLaren International | McLaren      | MP4/2B    | TAG V6                    | G     | 1    | Niki Lauda         |
| Marlboro McLaren International | McLaren      | MP4/2B    | TAG V6                    | G     | 1    | John Watson        |
| Marlboro McLaren International | McLaren      | MP4/2B    | TAG V6                    | G     | 2    | Alain Prost        |
| Tyrrell Racing Organisation    | Tyrrell      | 012 014   | Ford V8 Renault V6        | G     | 3-4  | Martin Brundle     |
| Tyrrell Racing Organisation    | Tyrrell      | 012 014   | Ford V8 Renault V6        | G     | 3-4  | Stefan Bellof      |
| Tyrrell Racing Organisation    | Tyrrell      | 012 014   | Ford V8 Renault V6        | G     | 4    | Stefan Johansson   |
| Tyrrell Racing Organisation    | Tyrrell      | 012 014   | Ford V8 Renault V6        | G     | 4    | Ivan Capelli       |
| Tyrrell Racing Organisation    | Tyrrell      | 012 014   | Ford V8 Renault V6        | G     | 4    | Philippe Streiff   |
| Canon Williams Honda Team      | Williams     | FW10      | Honda V6                  | G     | 5    | Nigel Mansell      |
| Canon Williams Honda Team      | Williams     | FW10      | Honda V6                  | G     | 6    | Keke Rosberg       |
| Motor Racing Developments Ltd  | Brabham      | BT54      | BMW L4                    | P     | 7    | Nelson Piquet      |
| Motor Racing Developments Ltd  | Brabham      | BT54      | BMW L4                    | P     | 8    | François Hesnault  |
| Motor Racing Developments Ltd  | Brabham      | BT54      | BMW L4                    | P     | 8    | Marc Surer         |
| Skoal Bandit Formula 1 Team    | RAM          | 03        | Hart L4                   | P     | 9    | Manfred Winkelhock |
| Skoal Bandit Formula 1 Team    | RAM          | 03        | Hart L4                   | P     | 9-10 | Philippe Alliot    |
| Skoal Bandit Formula 1 Team    | RAM          | 03        | Hart L4                   | P     | 10   | Kenny Acheson      |
| John Player Special Team Lotus | Lotus        | 97T       | Renault V6                | G     | 11   | Elio De Angelis    |
| John Player Special Team Lotus | Lotus        | 97T       | Renault V6                | G     | 12   | Ayrton Senna       |
| Équipe Renault Elf             | Renault      | RE60      | Renault V6                | G     | 14   | François Hesnault  |
| Équipe Renault Elf             | Renault      | RE60      | Renault V6                | G     | 15   | Patrick Tambay     |
| Équipe Renault Elf             | Renault      | RE60      | Renault V6                | G     | 16   | Derek Warwick      |
| Barclay Arrows BMW             | Arrows       | A8        | BMW L4                    | G     | 17   | Gerhard Berger     |
| Barclay Arrows BMW             | Arrows       | A8        | BMW L4                    | G     | 18   | Thierry Boutsen    |
| Toleman Group Motorsport       | Toleman      | TG185     | Hart L4                   | P     | 19   | Teo Fabi           |
| Toleman Group Motorsport       | Toleman      | TG185     | Hart L4                   | P     | 20   | Piercarlo Ghinzani |
| Spirit Enterprises Ltd         | Spirit       | 101D      | Hart L4                   | P     | 21   | Mauro Baldi        |
| Spirit Enterprises Ltd         | Spirit       | 101D      | Hart L4                   | P     | 21   | Allen Berg         |
| Benetton Team Alfa Romeo       | Alfa Romeo   | 185T 184T | Alfa Romeo V8             | G     | 22   | Riccardo Patrese   |
| Benetton Team Alfa Romeo       | Alfa Romeo   | 185T 184T | Alfa Romeo V8             | G     | 23   | Eddie Cheever      |
| Osella Squadra Corse           | Osella       | FA1F      | Alfa Romeo V8             | P     | 24   | Piercarlo Ghinzani |
| Osella Squadra Corse           | Osella       | FA1F      | Alfa Romeo V8             | P     | 24   | Huub Rothengatter  |
| Équipe Ligier                  | Ligier       | JS25      | Renault V6                | P     | 25   | Andrea De Cesaris  |
| Équipe Ligier                  | Ligier       | JS25      | Renault V6                | P     | 25   | Philippe Streiff   |
| Équipe Ligier                  | Ligier       | JS25      | Renault V6                | P     | 26   | Jacques Laffite    |
| Scuderia Ferrari SpA SEFAC     | Ferrari      | 156-85    | Ferrari V6                | G     | 27   | Michele Alboreto   |
| Scuderia Ferrari SpA SEFAC     | Ferrari      | 156-85    | Ferrari V6                | G     | 28   | René Arnoux        |
| Scuderia Ferrari SpA SEFAC     | Ferrari      | 156-85    | Ferrari V6                | G     | 28   | Stefan Johansson   |
| Minardi F1 Team                | Minardi      | M185      | Ford V8 Motori Moderni V6 | P     | 29   | Pierluigi Martini  |
| West Zakspeed Racing           | Zakspeed     | 841       | Zakspeed L4               | G     | 30   | Jonathan Palmer    |
| West Zakspeed Racing           | Zakspeed     | 841       | Zakspeed L4               | G     | 30   | Christian Danner   |
| Team Haas (USA) Ltd            | Lola         | THL1      | Hart L4                   | G     | 33   | Alan Jones         |

## Résumé du championnat du monde 1985
Comme l'année précédente, Alain Prost ouvre la saison par une victoire au Brésil où son seul adversaire sérieux s'avère être Michele Alboreto sur Ferrari. Quatrième sur l'autre Ferrari, René Arnoux n'a pas l'occasion de savourer longtemps ce bon résultat puisqu'il est limogé quelques jours plus tard, pour être remplacé par le Suédois Stefan Johansson. 
Au Portugal, sous une pluie diluvienne, la victoire revient à Ayrton Senna dont c'est la toute première victoire dans la discipline. Auteur d'une éblouissante démonstration de pilotage, le jeune Brésilien relègue Alboreto à plus d'une minute et tous les autres concurrents à plus d'un tour. Parti en toupie alors qu'il essayait de dépasser De Angelis, Prost perd la tête du championnat au profit du régulier Alboreto. 
À Imola, Lotus s'adjuge une deuxième victoire consécutive : longtemps elle semble devoir revenir à Senna mais l'impétueux pilote brésilien tombe en panne d'essence en vue de l'arrivée, à l'issue d'un long duel face à Prost. Un sort que connaît peu de temps après Stefan Johansson, le nouveau leader. Ayant volontairement laissé filer Senna puis Johansson afin d'économiser son essence, Prost pense avoir gagné en franchissant la ligne d'arrivée, mais il est disqualifié pour poids non conforme. La victoire revient ainsi au sage Elio De Angelis sur la deuxième Lotus. Le pilote romain s'empare ainsi de la tête du championnat. 
À Monaco, Prost renoue avec le succès non sans avoir dû batailler ferme contre Michele Alboreto tandis que De Angelis, solide troisième, conserve les commandes du classement général. Mais au Canada, les Ferrari sont intouchables, Alboreto s'impose devant Johansson et Prost et reprend la tête du championnat à De Angelis. 
À Detroit, Keke Rosberg décroche sa première victoire de la saison, juste récompense pour le pilote finlandais souvent performant en qualifications, mais souvent victime en course du comportement trop brutal du moteur Honda de sa Williams. Troisième derrière Johansson, Michele Alboreto confirme quant à lui qu'il est l'homme fort du début du championnat.
Au Grand Prix de France, alors que les ténors du championnat trébuchent, Nelson Piquet renoue avec la victoire. Handicapé depuis le début de saison par la mauvaise tenue de ses Pirelli alors que les principaux protagonistes du championnat sont équipées de gommes Goodyear, le Brésilien trouve en ses pneus italiens un atout inattendu sur le bitume du circuit Paul Ricard. 
À Silverstone, Prost décroche son troisième succès de la saison après être venu à bout de Senna au terme d'une lutte intense, le Brésilien devant finalement renoncer en vue de l'arrivée, moteur en berne. Mais, encore second, Alboreto n'en conserve pas moins la tête du championnat. L'Italien prend même ses distances sur le Français à l'issue du Grand Prix d'Allemagne qu'il remporte avec brio. 
Cette victoire d'Alboreto est pourtant son chant du cygne. En Autriche, Prost l'emporte en partie grâce à l'abandon de Niki Lauda, dominateur à l'occasion de son Grand Prix national et revient à hauteur de son rival italien, seulement troisième. Puis, grâce à sa deuxième place aux Pays-Bas derrière son coéquipier Lauda, il prend la tête du classement général, alors qu'Alboreto, seulement quatrième, n'a jamais été en mesure de se battre avec les meilleurs. À Monza, alors qu'on attend un réveil de la Scuderia, c'est la déroute pour Ferrari : victoire de Prost et abandon d'Alboreto à nouveau en dehors du coup tout au long du week-end. Jusqu'à la fin de la saison, la Scuderia ne redressera plus la barre, les performances médiocres des Ferrari souvent reléguées en milieu de grille allant de pair avec une fiabilité envolée. Troisième en Belgique, Prost décroche le titre mondial dès le Grand Prix d'Europe (14e des seize manches du championnat) grâce à une nouvelle place d'honneur. Ce jour-là, Mansell remporte sur une Williams-Honda, enfin arrivée à maturité, sa toute première victoire en F1. Son succès à Kyalami deux semaines plus tard ainsi que celui de Rosberg en fin de saison à Adelaïde (au terme d'une lutte acharnée avec Senna), viennent confirmer que la Williams-Honda est dorénavant la voiture à battre.

## Grands Prix de la saison 1985
| no  | Date         | Grand Prix                    | Lieu              | Vainqueur        | Écurie         | Pole position    | Record du tour   | Résumé |
| --- | ------------ | ----------------------------- | ----------------- | ---------------- | -------------- | ---------------- | ---------------- | ------ |
| 405 | 25 mars      | Grand Prix du Brésil          | Jacarepaguá       | Alain Prost      | McLaren-TAG    | Michele Alboreto | Alain Prost      | Résumé |
| 406 | 21 avril     | Grand Prix du Portugal        | Estoril           | Ayrton Senna     | Lotus-Renault  | Ayrton Senna     | Ayrton Senna     | Résumé |
| 407 | 5 mai        | Grand Prix de Saint-Marin     | Imola             | Elio De Angelis  | Lotus-Renault  | Ayrton Senna     | Michele Alboreto | Résumé |
| 408 | 19 mai       | Grand Prix de Monaco          | Monaco            | Alain Prost      | McLaren-TAG    | Ayrton Senna     | Michele Alboreto | Résumé |
| 409 | 16 juin      | Grand Prix du Canada          | Montréal          | Michele Alboreto | Ferrari        | Elio De Angelis  | Ayrton Senna     | Résumé |
| 410 | 23 juin      | Grand Prix de Detroit         | Detroit           | Keke Rosberg     | Williams-Honda | Ayrton Senna     | Ayrton Senna     | Résumé |
| 411 | 7 juillet    | Grand Prix de France          | Le Castellet      | Nelson Piquet    | Brabham-BMW    | Keke Rosberg     | Keke Rosberg     | Résumé |
| 412 | 21 juillet   | Grand Prix de Grande-Bretagne | Silverstone       | Alain Prost      | McLaren-TAG    | Keke Rosberg     | Alain Prost      | Résumé |
| 413 | 4 août       | Grand Prix d'Allemagne        | Nürburgring       | Michele Alboreto | Ferrari        | Teo Fabi         | Niki Lauda       | Résumé |
| 414 | 18 août      | Grand Prix d'Autriche         | Österreichring    | Alain Prost      | McLaren-TAG    | Alain Prost      | Alain Prost      | Résumé |
| 415 | 25 août      | Grand Prix des Pays-Bas       | Zandvoort         | Niki Lauda       | McLaren-TAG    | Nelson Piquet    | Alain Prost      | Résumé |
| 416 | 8 septembre  | Grand Prix d'Italie           | Monza             | Alain Prost      | McLaren-TAG    | Ayrton Senna     | Nigel Mansell    | Résumé |
| 417 | 15 septembre | Grand Prix de Belgique        | Spa-Francorchamps | Ayrton Senna     | Lotus-Renault  | Alain Prost      | Alain Prost      | Résumé |
| 418 | 6 octobre    | Grand Prix d'Europe           | Brands Hatch      | Nigel Mansell    | Williams-Honda | Ayrton Senna     | Jacques Laffite  | Résumé |
| 419 | 19 octobre   | Grand Prix d'Afrique du Sud   | Kyalami           | Nigel Mansell    | Williams-Honda | Nigel Mansell    | Keke Rosberg     | Résumé |
| 420 | 3 novembre   | Grand Prix d'Australie        | Adélaïde          | Keke Rosberg     | Williams-Honda | Ayrton Senna     | Keke Rosberg     | Résumé |

## Classement des pilotes
| Classement | Pilote            | Points  |
| ---------- | ----------------- | ------- |
| Champion   | Alain Prost       | 73 (76) |
| 2e         | Michele Alboreto  | 53      |
| 3e         | Keke Rosberg      | 40      |
| 4e         | Ayrton Senna      | 38      |
| 5e         | Elio De Angelis   | 33      |
| 6e         | Nigel Mansell     | 31      |
| 7e         | Stefan Johansson  | 26      |
| 8e         | Nelson Piquet     | 21      |
| 9e         | Jacques Laffite   | 16      |
| 10e        | Niki Lauda        | 14      |
| 11e        | Thierry Boutsen   | 11      |
| 12e        | Patrick Tambay    | 11      |
| 13e        | Marc Surer        | 5       |
| 14e        | Derek Warwick     | 5       |
| 15e        | Philippe Streiff  | 4       |
| 16e        | Stefan Bellof     | 4       |
| 17e        | Andrea De Cesaris | 3       |
| 18e        | René Arnoux       | 3       |
| 19e        | Ivan Capelli      | 3       |
| 20e        | Gerhard Berger    | 3       |

## Classement des constructeurs
| Classement | Écurie                 | Points |
| ---------- | ---------------------- | ------ |
| Champion   | McLaren-TAG            | 90     |
| 2e         | Ferrari                | 82     |
| 3e         | Williams-Honda         | 71     |
| 4e         | Lotus-Renault          | 71     |
| 5e         | Brabham-BMW            | 26     |
| 6e         | Ligier-Renault         | 23     |
| 7e         | Renault                | 16     |
| 8e         | Arrows-BMW             | 14     |
| 9e         | Tyrrell-Ford           | 4      |
| 10e        | Tyrrell-Renault        | 3      |
| 11e        | Osella-Alfa Romeo      | 0      |
| 12e        | Minardi-Motori Moderni | 0      |
| 13e        | Alfa Romeo             | 0      |
| 14e        | RAM-Hart               | 0      |
| 15e        | Zakspeed               | 0      |
| 16e        | Toleman-Hart           | 0      |
| 17e        | Minardi-Ford           | 0      |
| 18e        | Spirit-Hart            | 0      |
| 19e        | Lola-Hart              | 0      |